# Ooencyrtus pityocampae
Ooencyrtus pityocampae és una espècie d'himenòpter de la família dels encírtids, present a Europa i alguns països del nord d'Àfrica. És un important parasitoide de la processionària del pi.

## Descripció
És un insecte bivoltí, amb el cos de color negre brillant, però potes més clares, que amida entre 1,1 i 1,5 mm. O. pityocampae és normalment un insecte solitari, i mostra telitoquia, una forma de partenogènesi (reproducció unisexual). És un parasitoide generalista d'ous de diversos gèneres d'hemípters i lepidòpters que s'alimenten de coníferes, arbres planifolis o arbusts. Entre aquests hostes, destaquen, per la seva importància econòmica, la processionària del pi i Thaumetopoea wilkinsoni que tenen en O. pityocampae un dels seus principals parasitoides d'ous, juntament amb Baryscapus servadeii.

## Cicle vital
La primera generació anual neix al juny-juliol, i parasitarà els ous acabats de posar de la processionària del pi (cap al juliol-agost). D'aquí en sortirà la segona generació anual, que farà la posta en els ous de processionària que no hagin produït erugues. Aquests ous de O. pityocampae romandran en diapausa fins que es descloguin el mes de juliol següent.

## Ecologia
Es calcula que Ooencyrtus pityocampae pot arribar a reduir l'eclosió d'ous de processionària del pi entre un 6 i un 17%, fet que converteix aquest himenòpter en un element clau per al control d'aquesta plaga. Les fumigacions amb diflubenzuron que s'efectuen per controlar la població de processionària del pi afecten també als seus parasitoids, fet que podria empitjorar la situació a mitjà termini, per manca de control biològic. Ooencyrtus pityocampae, pot ser parasitat, al seu torn, per l'hiperparasitoide Baryscapus transversalis, que ha sigut citat freqüentment a Grècia, Bulgària, Albània i més rarament a la península Ibèrica. La seva condició generalista i polífaga ha permès el seu cultiu massiu en laboratoris en diversos ous d'hemípters i lepidòpters.